# Dryopteris marginalis

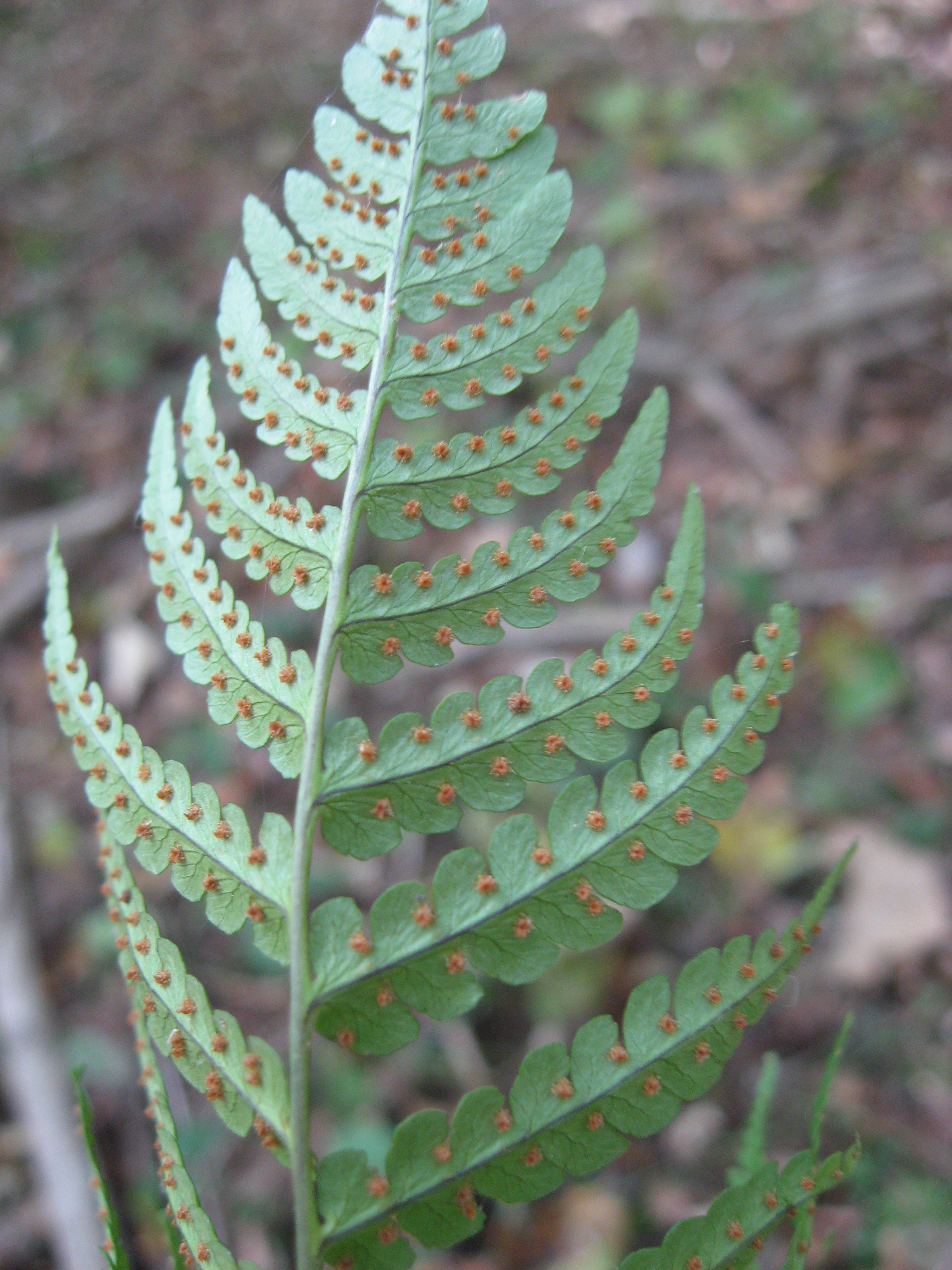
Soros

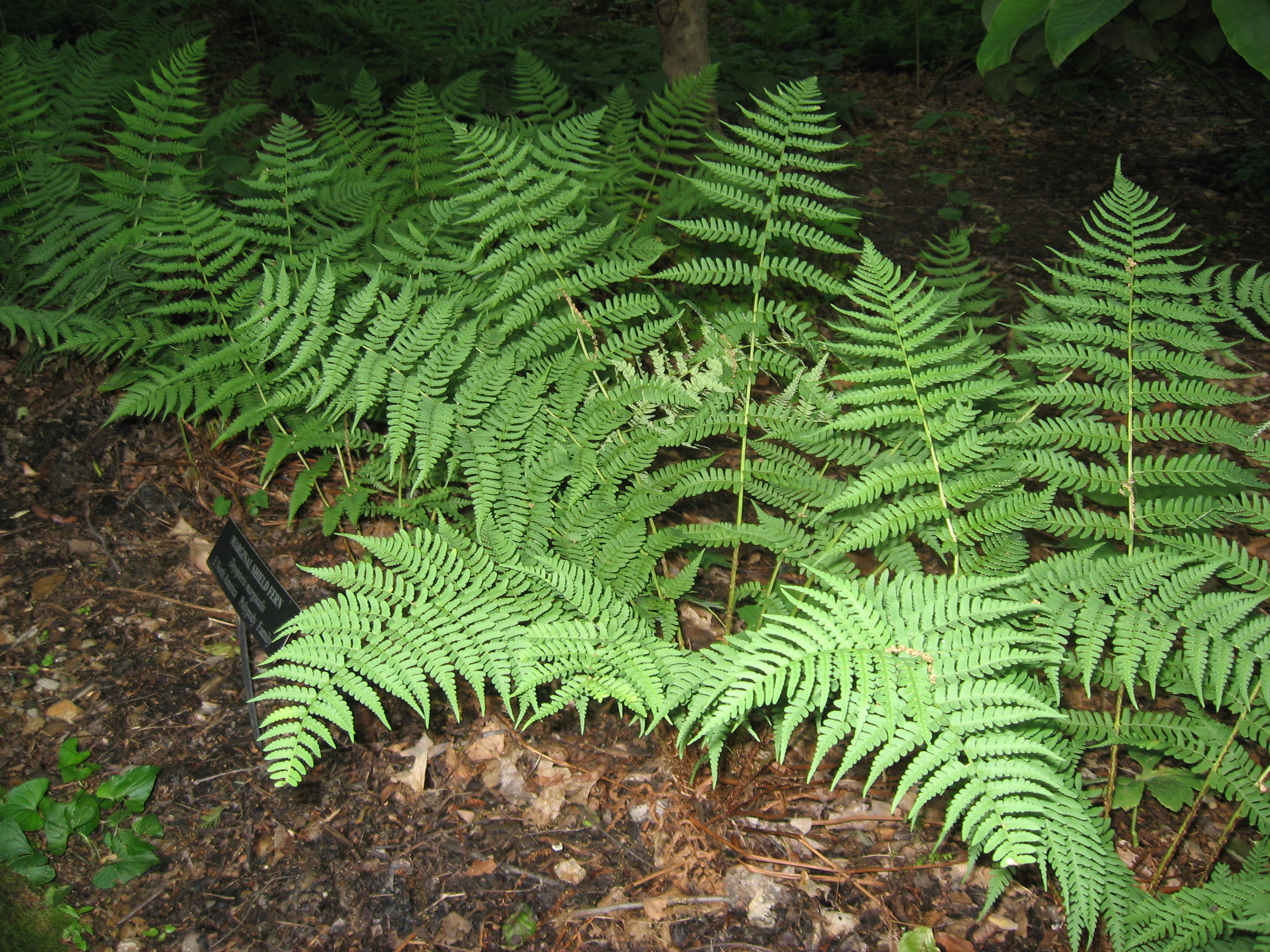
Vista de la planta

Dryopteris marginalis es una especie de helecho perteneciente a la familia Dryopteridaceae.

## Descripción
Tiene hojas perennes que alcanzan una longitud máxima de 1.2 m, con una corona individual en cada portainjerto. Los soros se encuentran en los márgenes del tejido de la hoja, de ahí el nombre común (marginal). Justo antes de que madure la espora, los soros adquieren un interesante color azul-violáceo.

## Distribuciíon y hábitat
Se encuentra en las zonas húmedas y sombreadas de todo el este de América del Norte. Le favorece moderadamente los suelos ácidos a circumneutral. Aparece en las áreas más frescas, pero es bastante resistente a la sequía una vez establecido. En las partes más calientes de su hábitat, lo más probable es que se encuentran en las paredes rocosas no calcáreas orientadas al norte. 

## Propiedades
La raíz se usa como vermífugo.

## Taxonomía
Dryopteris marginalis fue descrita por (L.) Gray y publicado en A Manual of the Botany of the Northern United States 632. 1848.
Etimología
Dryópteris: nombre genérico que deriva del griego dryopterís = nombre de un helecho. En Dioscórides, de helecho (gr. pterís) que nace sobre los robles (gr. drys)]
marginalis: epíteto latino que significa "marginal".
Sinonimia
- Aspidium marginale (L.) Sw.
- Nephrodium marginale (L.) Michx.
- Polypodium marginale L. basónimo[5]